# Josua Mettler
Josua Mettler (30 giugno 1998) è uno sciatore alpino svizzero, vincitore della Coppa Europa nel 2023.

## Biografia
Attivo in gare FIS dal novembre del 2014, in Coppa Europa Mettler ha esordito il 27 gennaio 2016 a Davos in discesa libera (87º) e ha conquistato la prima vittoria, nonché primo podio, il 19 gennaio 2021 a Zinal in supergigante; ha debuttato in Coppa del Mondo il 4 marzo 2022 a Kvitfjell in discesa libera (38º) e nella stagione 2022-2023 in Coppa Europa ha vinto sia la classifica generale sia quella di slalom gigante. Non ha preso parte a rassegne olimpiche o iridate.

## Palmarès

### Coppa del Mondo
- Miglior piazzamento in classifica generale: 95º nel 2024

### Coppa Europa
- Vincitore della Coppa Europa nel 2023
- Vincitore della classifica di slalom gigante nel 2023
- 8 podi:
  - 4 vittorie
  - 3 secondi posti
  - 1 terzo posto

#### Coppa Europa - vittorie
| Data             | Località                | Paese    | Specialità |
| ---------------- | ----------------------- | -------- | ---------- |
| 19 gennaio 2021  | Zinal                   | Svizzera | SG         |
| 12 dicembre 2021 | Santa Caterina Valfurva | Italia   | DH         |
| 1º dicembre 2022 | Gurgl                   | Austria  | GS         |
| 6 dicembre 2022  | Santa Caterina Valfurva | Italia   | SG         |

Legenda:

DH = discesa libera

SG = supergigante

GS = slalom gigante

### Campionati svizzeri
- 4 medaglie:
  - 2 ori (supergigante nel 2020; discesa libera nel 2024)
  - 2 bronzi (slalom gigante nel 2020; supergigante nel 2021)